# Vlaardingen

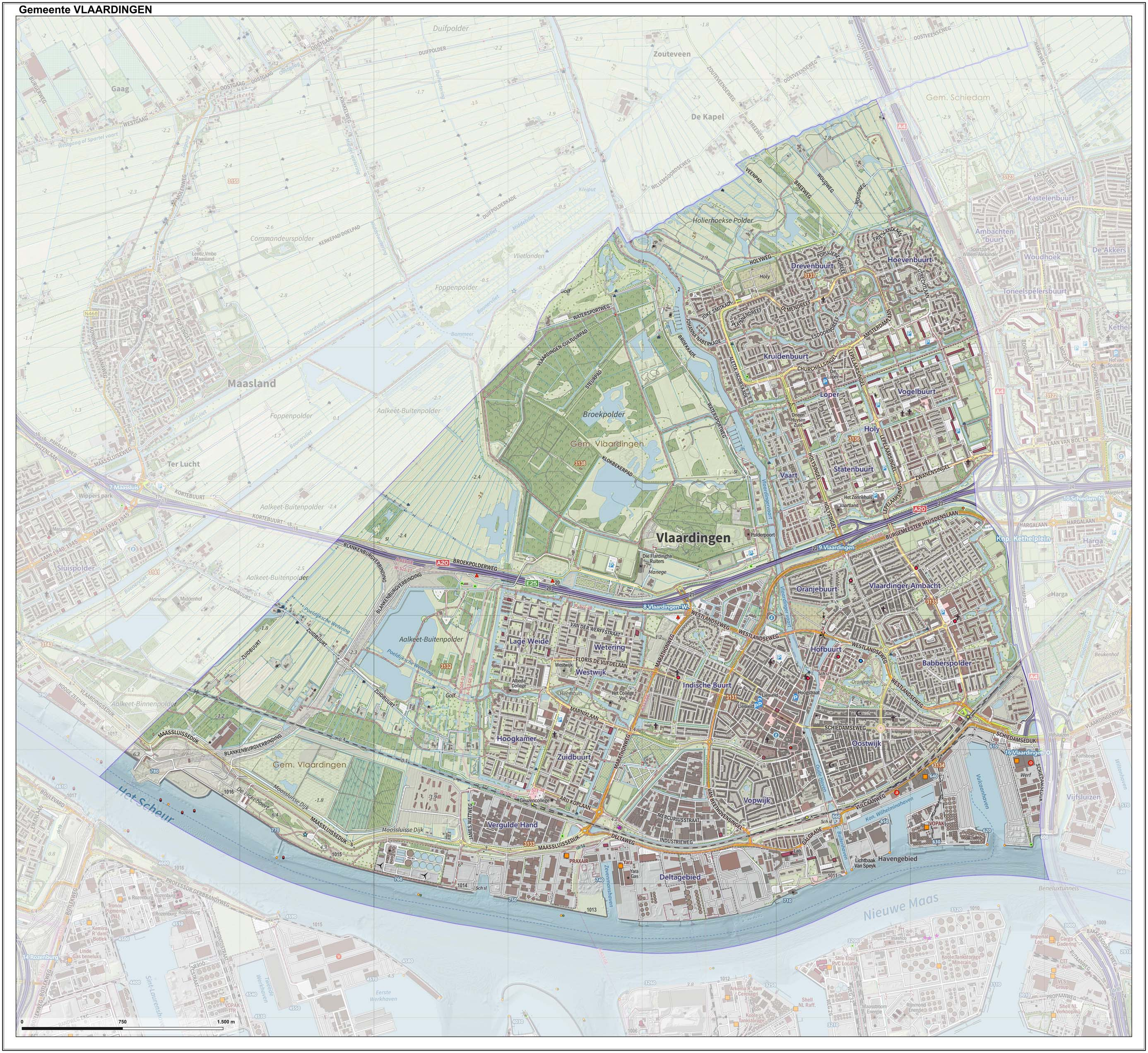
Topografische gemeentekaart van Vlaardingen, juni 2023

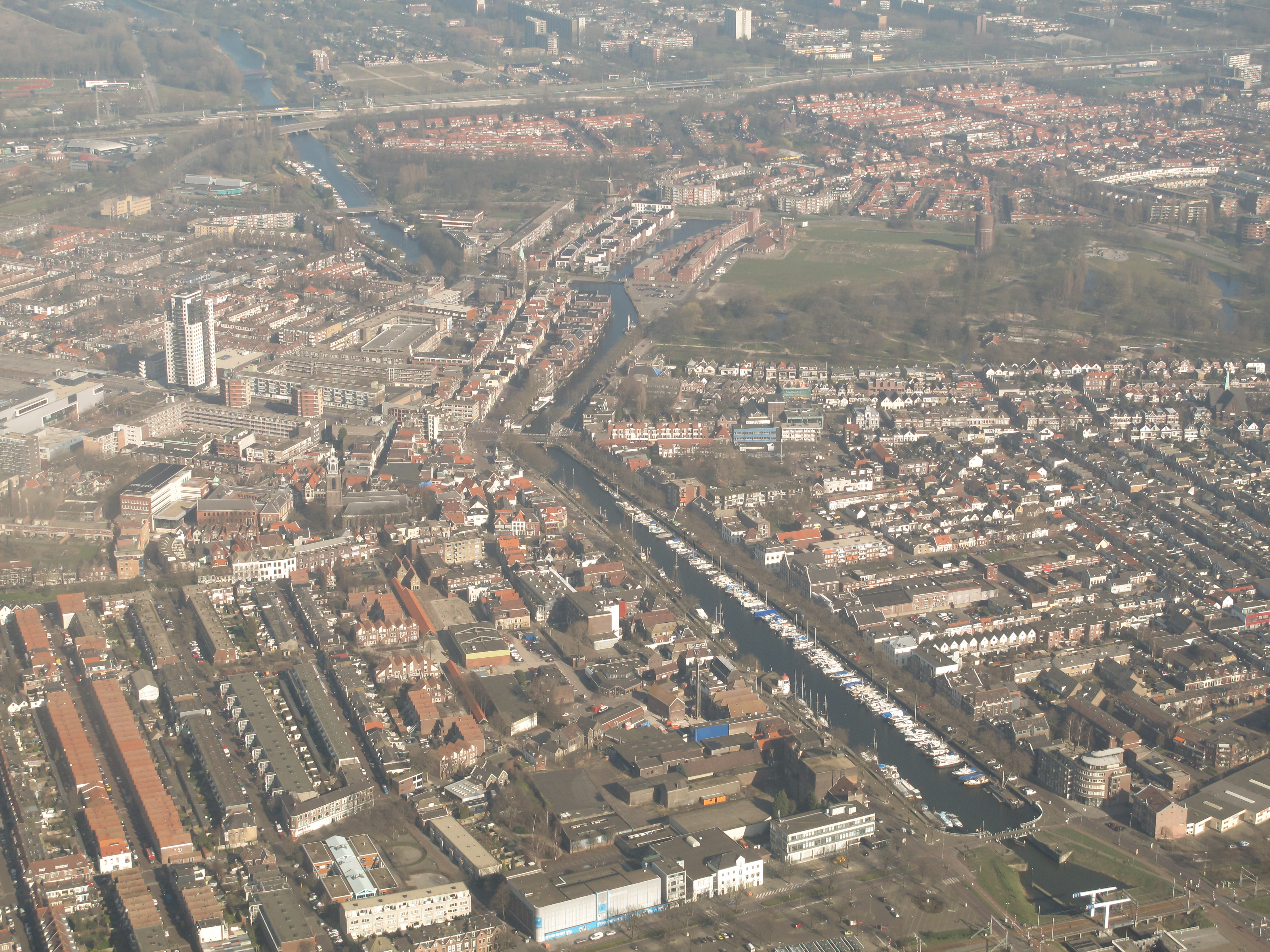
Vlaardingen, het centrum vanuit de lucht

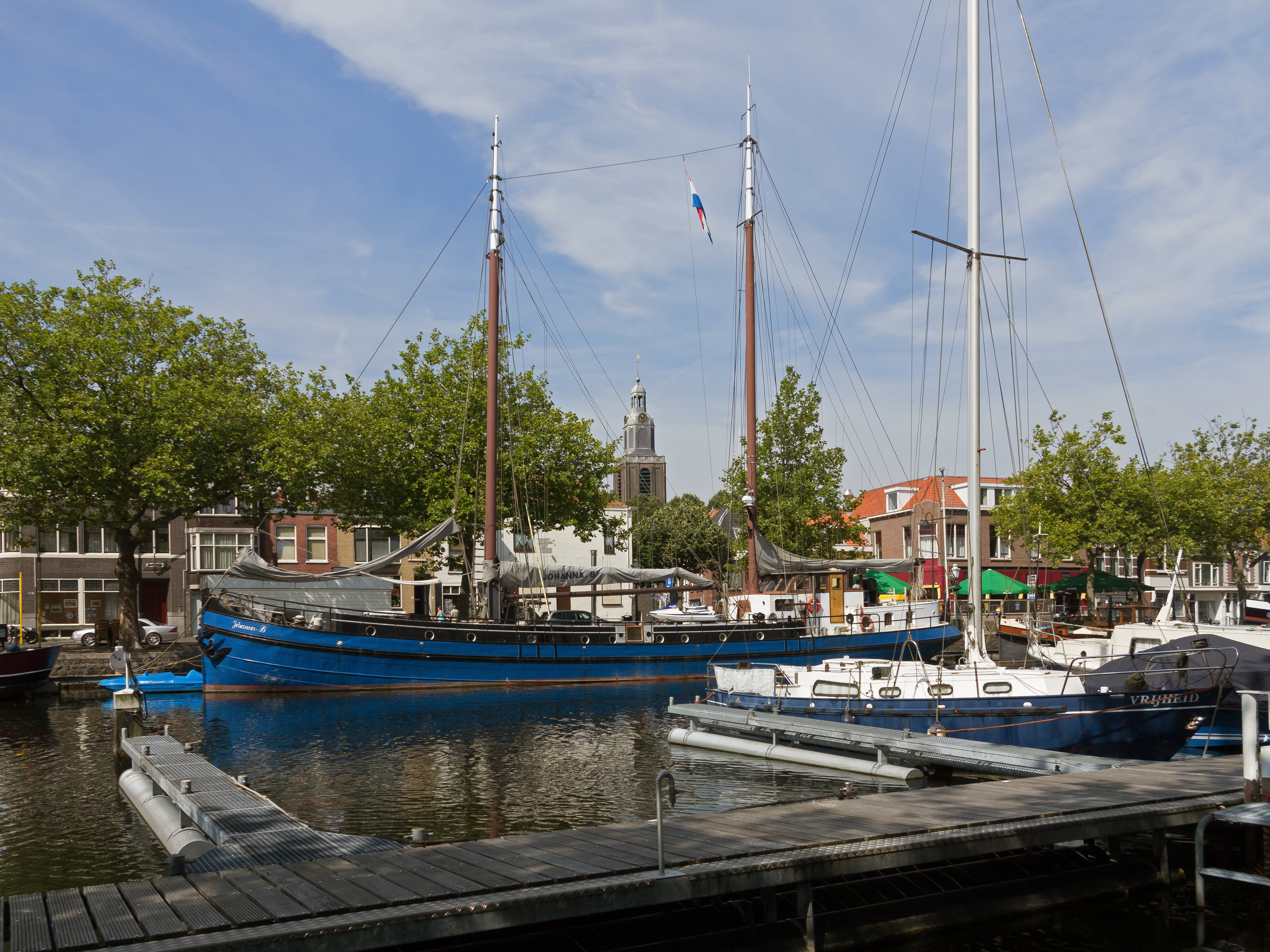
De haven met de toren van de Grote Kerk

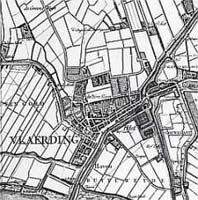
Vlaardingen anno 1712

Vlaardingen (uitspraakⓘ) is een stad en gemeente aan de Nieuwe Maas  in het Rijnmondgebied, in de Nederlandse provincie Zuid-Holland. De gemeente maakt deel uit van de Metropoolregio Rotterdam Den Haag. Tot 2015 maakte Vlaardingen deel uit van de Stadsregio Rotterdam.
De gemeente telt 76.409 inwoners (22 november 2024, bron: CBS) en heeft een oppervlakte van 26,71 km². Binnen de gemeentegrenzen liggen enkele oude kernen, zoals het oude dorp Vlaardingerambacht (nu de wijk Ambacht of Vlaardingerambacht) en de heerlijkheid Holy (nu de kern van de wijk Vlaardingen-Holy). Door de gemeente Vlaardingen loopt ook een vaart, genaamd de Vlaardingervaart.
Vlaardingen is vooral bekend als haringstad. De visserij (op haring, ansjovis en kabeljauw) is echter verleden tijd. Wel is het visserijverleden met name rond de Oude Haven en de Koningin Wilhelminahaven nog goed herkenbaar. Een monument op het Grote Visserijplein van Govert van Brandwijk herinnert aan de vele vissers die op zee het leven lieten.

## Ligging
Vlaardingen ligt aan de Nieuwe Maas,  ten westen van Schiedam, ten zuiden van Delft en Schipluiden en ten oosten van Maassluis en Maasland. Het grondgebied van Vlaardingen bestaat voornamelijk uit stedelijk gebied, met uitzondering van poldergebied ten westen en ten noorden van de stad (deels ingericht als recreatiegebied) en de Broekpolder. Oorspronkelijk was in de Broekpolder ook bebouwing gepland, maar dit was niet mogelijk vanwege de metersdikke laag vervuild havenslib afkomstig uit de Rotterdamse havens, dat jarenlang in het gebied was gestort. In 2005 hebben de Gedeputeerde Staten van Zuid-Holland besloten dat er definitief geen bebouwing in dit natuurgebied komt.
De oude gemeente Zouteveen werd al in de 19e eeuw bij de gemeente Vlaardingerambacht gevoegd. Vlaardingerambacht werd op zijn beurt in 1941 grotendeels bij Vlaardingen gevoegd. Een belangrijk deel van Vlaardingerambacht (ten noorden van de Zweth) werd toen echter bij Schipluiden gevoegd; een klein deel bij Schiedam. Later werd een deel van de Aalkeet-Binnenpolder en van de Aalkeet-Buitenpolder, daarvoor gemeente Maasland, bij Vlaardingen gevoegd. Bij de aanleg van de Beneluxtunnel, waarvoor de Vlaardingse burgemeester Jan Heusdens zich met name heeft ingespannen, zijn de Vlaardingse percelen waarop de tunnel en snelweg A4 werden aangelegd, bij Schiedam gevoegd.

## Geschiedenis
De geschiedenis van Vlaardingen als plaats gaat terug tot de 8e eeuw. Rond het jaar 700 zou hier een kerkje zijn gesticht. Als stichter van de kerk wordt een geestelijke genaamd Heribald genoemd, die de kerk aan Willibrordus zou hebben geschonken. In de middeleeuwen stond de stad bekend als Flardinga. Vlaardingen verkreeg waarschijnlijk al voor 1273 stadsrechten, aangezien in 1273 Graaf Floris V stadsrechten verleende die erop wezen dat ze een uitbreiding waren van eerder verleende rechten. De haringvisserij was voor Vlaardingen zeker vanaf de achttiende eeuw een belangrijke economische activiteit. Vlaardingen groeide daarbij uit tot de belangrijkste visserijhaven in de regio.
De opening van de Nieuwe Waterweg in 1872 en de aansluiting op het spoor in 1881 waren van grote betekenis voor de Vlaardingse economie. Aan het einde van de 19e eeuw ontwikkelde zich daardoor ook industrie die van de havenfaciliteiten kon profiteren. In de 20e eeuw vestigden zich grote bedrijven zoals de Bataafse Petroleum Maatschappij, de Maatschappij tot Exploitatie van Terreinen Matex, een superfosfaatfabriek en Levers Zeepmaatschappij (het latere Unilever) en werd ook de Vulcaanhaven aangelegd. Nadat in 1941 de oude gemeente Vlaardinger-Ambacht door Vlaardingen was geannexeerd, kreeg de stad de ruimte voor de aanleg van nieuwe woonwijken zoals de Westwijk en Vlaardingen-Holy. Vlaardingen groeide in deze tijd uit tot een stad van ruim 70.000 inwoners.

## Politiek

### Gemeenteraad
De gemeenteraad van Vlaardingen bestaat uit 35 zetels. Hieronder de behaalde zetels per partij bij de gemeenteraadsverkiezingen sinds 2006:
| Partij                      | 2006 | 2010 | 2014 | 2018          | 2022 |
| --------------------------- | ---- | ---- | ---- | ------------- | ---- |
| VVD                         | 4    | 4    | 2    | 3             | 4    |
| GroenLinks                  | 3    | 4    | 2    | 3             | 4    |
| ONS.Vlaardingen             | -    | -    | 3    | 6/4*          | 4    |
| SP                          | 4    | 3    | 5    | 4/0**         | 4    |
| VV2000/Leefbaar Vlaardingen | 3    | 6    | 5    | 3             | 4    |
| CDA                         | 5    | 3    | 3    | 3             | 3    |
| D66                         | 0    | 2    | 3    | 3             | 2    |
| ChristenUnie/SGP            | 2    | 2    | 3    | 2             | 2    |
| PvdA                        | 12   | 6    | 4    | 2             | 2    |
| AOV                         | 1    | 1    | 3    | 2             | 2    |
| DENK                        | -    | -    | -    | -             | 1    |
| Heel de Stad                | -    | -    | -    | -             | 1    |
| Beter voor Vlaardingen      | -    | -    | -    | 3/2***        | 1    |
| Stadsbelangen Vlaardingen   | 1    | 2    | 2    | 1             | 1    |
| TON                         | -    | 2    | 0    | -             | -    |
| overige partijen            | -    | -    | 0    | 0/2*/6**/7*** | -    |
| Totaal                      | 35   | 35   | 35   | 35            | 35   |

(*) = na het uit de fractie zetten van twee raadsleden.
(**) = na het uit de partij stappen van de vier fractieleden van de SP met medeneming van hun zetels.
(***) = na het uit de partij stappen van één fractielid heeft deze zijn zetel behouden.

### College van B en W
Op initiatief van verkiezingswinnaar ONS is ervan afgezien om een klassiek coalitieakkoord te schrijven, omdat dit in het verleden er vaak toe leidde dat de oppositie vier jaar lang buitenspel stond. In plaats daarvan werd door alle twaalf partijen in de raad een rompakkoord gesloten, dat verder uitgewerkt moest worden in een 'raadsakkoord'.
Het college van burgemeester en wethouders van 2018-2022 werd 5 juni 2018 geïnstalleerd. In november 2018 trok de SP haar wethouder Arnout Hoekstra terug, omdat zij zich niet langer kon vinden in de nieuwe werkwijze. Kort daarna werd Hoekstra lijsttrekker voor de Europese Parlementsverkiezingen van 2019. Een door de provincie en gemeente ingehuurde externe adviseur concludeerde dat er flink wat moest veranderen in de Vlaardingse politiek om het experiment alsnog te laten slagen.
Op 12 maart 2019 moest wethouder Frans Hoogendijk (ONS.Vlaardingen) het veld ruimen, nadat was gebleken dat zijn appartement werd verhuurd aan Oost-Europese arbeidsmigranten, terwijl hij en zijn partij juist tegenstander waren van huisvesting van deze mensen in Vlaardingen. Na het ontslag van Hoogendijk werden twee informateurs aangesteld, hetgeen uiteindelijk resulteerde in een nieuw coalitieakkoord dat op 16 mei 2019 gepresenteerd werd. In augustus publiceerde de net aangestelde (interim-)gemeentesecretaris een zeer kritisch rapport over het functioneren van de gemeentelijke organisatie.
Op 5 december 2019 trad burgemeester Annemiek Jetten, (PvdA) met onmiddellijke ingang af omdat "het huidige politieke klimaat in Vlaardingen vraagt om een bestuursstijl die niet volledig aansluit bij de kwaliteiten van Jetten." De wethouders zouden niet langer met haar overweg kunnen, wat door Jetten weer bestreden werd. Per 13 december is Bas Eenhoorn benoemd tot waarnemend burgemeester van Vlaardingen, een functie die hij vijf jaar eerder ook al bekleedde. Op 1 september 2021 werd wethouder Jules Bijl waarnemend burgemeester van Leidschendam-Voorburg en voor hem kwam er geen vervanger. Op 8 september 2021 nam Bas Eenhoorn afscheid van Vlaardingen als waarnemend burgemeester en op 9 september van dat jaar werd Bert Wijbenga burgemeester van Vlaardingen.
De samenstelling van het college is sinds 9 september 2021 als volgt:
- Bert Wijbenga, burgemeester (VVD)
- Bart Bikkers, wethouder (VVD)
- Bart de Leede, wethouder (GroenLinks)
- Jacky Silos-Knaap, wethouder (CDA)
- Ivana Somers-Gardenier, wethouder (VV2000/Leefbaar Vlaardingen)
- Erwin Stolk, gemeentesecretaris

De Fractie-Kerkhof/Onafhankelijke Socialisten heeft gekozen voor een rol van volwaardige coalitiepartner, zonder een wethouder te leveren.
De samenstelling van het college is sinds 23 mei 2022 als volgt:
- Bert Wijbenga, burgemeester (VVD)
- Bart Bikkers, wethouder (VVD)
- Lianne van Kalken, wethouder (GroenLinks)
- Ivana Somers-Gardenier, wethouder (VV2000/Leefbaar Vlaardingen)
- Jacky Silos, wethouder (CDA)
- Koen Kegel, wethouder (D66)
- Arnoud Proos, wethouder (CU/SGP)
- Erwin Stolk, gemeentesecretaris

De samenstelling van het college is sinds 17 april 2025 als volgt:
- Bert Wijbenga, burgemeester (VVD)
- Rens de Ron, wethouder (VVD)
- Lianne van Kalken, wethouder (GroenLinks)
- Ivana Somers-Gardenier, wethouder (VV2000/Leefbaar Vlaardingen)
- Jacky Silos, wethouder (CDA)
- Koen Kegel, wethouder (D66)
- Arnoud Proos, wethouder (CU/SGP)
- Erwin Stolk, gemeentesecretaris

## Wijken
Vlaardingen is opgedeeld in acht wijken:
1. Centrum
2. Westwijk (met de Krabbeplas in het uiterste westen)
3. Vettenoordse Polder (deels industrie)
4. Oostwijk
5. Vlaardinger Ambacht/Babberspolder
6. Holy-Zuid
7. Holy-Noord
8. Broekpolder (voornamelijk groenvoorzieningen)

De wijken dragen ook de hier weergegeven nummers, en worden ermee geïdentificeerd.
De wijknummering komt tevens overeen met het laatste cijfer van de postcode (313x).

## Verkeer en vervoer
De stad is gelegen aan de Nieuwe Maas en het Scheur, een belangrijke vaarroute voor de Rotterdamse havens.
De wijk Holy uit de jaren 60 wordt van de rest van Vlaardingen gescheiden door de snelweg A20. In het oosten worden Vlaardingen en Schiedam gescheiden door de snelweg A4.
Vlaardingen heeft drie voormalige spoorwegstations die sinds 2017 zijn omgebouwd tot metrostation: Vlaardingen Oost, Vlaardingen Centrum en Vlaardingen West, alle gelegen aan de Hoekse Lijn (Schiedam – Hoek van Holland). Na een feestelijke opening op 28 september 2019 is de metroverbinding op 30 september 2019 in gebruik genomen.
Net over de grens met Schiedam ligt metrostation Vijfsluizen, dat deel uitmaakt van de Rotterdamse metrolijn C. Per metro reist men in oostelijke richting in 15 minuten naar het Rotterdamse stadscentrum. Vandaar kan men verder naar Rotterdam-Zuid en Capelle aan den IJssel. Vanuit Vijfsluizen kan men in zuidelijke richting naar Spijkenisse. De directe verbinding met station Rotterdam Centraal is evenwel komen te vervallen. 
Sinds 31 oktober 2005 is er een tramverbinding vanuit Rotterdam via Schiedam naar Vlaardingen-Holy. De tram volgt in Vlaardingen het tracé van een ooit bedoelde, maar nooit gerealiseerde metrolijn die de niet gerealiseerde Noordwestwijk (Broekpolder) en de Noordoostwijk (Holy) via Schiedam met Rotterdam moest verbinden.
Buslijn 56 rijdt tussen metrostation Vlaardingen West, het Liesveldviaduct en station Vlaardingen Oost naar Vlaardingen Holy. Buslijn 156 rijdt eveneens een deel van dit traject. Daarnaast heeft Vlaardingen nog een busverbinding (RET lijn 126) met Maassluis West en station Schiedam Centrum.
Er was een voetveer voor fietsers en voetgangers over de Nieuwe Maas tussen Vlaardingen en de Petroleumweg op de Vondelingenplaat in Rotterdam, maar na de opening van de tweede Beneluxtunnel met onder meer een fietstunnel en een metrotunnel werd dit voetveer in 2003 opgeheven.

## Cultuur

### Monumenten
In de gemeente zijn er een aantal rijksmonumenten en oorlogsmonumenten, zie:
- Lijst van rijksmonumenten in Vlaardingen
- Lijst van gemeentelijke monumenten in Vlaardingen
- Lijst van bijzondere grafmonumenten in Vlaardingen
- Lijst van oorlogsmonumenten in Vlaardingen
- Lijst van Stolpersteine in Vlaardingen

### Bezienswaardigheden
- in het algemeen het beschermd stadsgezicht.
- de Markt met het oude stadhuis en de Grote Kerk en vele andere monumenten
- de Stadsgehoorzaal, van architect van Ravesteyn, in 2007 voorzien van een glazen foyer aan de straatzijde
- de Visbank, waarvan een miniatuur in Madurodam staat
- de werkende korenmolen Aeolus (1790)
- de Oude Haven, met voor het Museum Vlaardingen de haringlogger VL92 Balder. Tot 2013 stond hier een replica van een houten stadskraan uit 1858. Deze replica keerde hier in 2022 terug.
- Het Volksbos
- De Broekpolder en historische Vlietlanden met rijke natuur en fauna, te bezoeken met de "fluisterboot"

### Kunst in de openbare ruimte
In de gemeente zijn diverse beelden, sculpturen en objecten geplaatst in de openbare ruimte, zie:
- Lijst van beelden in Vlaardingen

### Musea
- Muziekinformatie- en Documentatiecentrum Ton Stolk
- Streekmuseum Jan Anderson
- Museum Vlaardingen (zie ook externe links)

### Festivals en evenementen
- Doe FF Normaal, einddag medio mei
- Jeugdstad (in de kerstvakanties voor de basisschooljeugd)
- Lentemarkt, in mei
- Nazomeren, in september
- Sharing the City (als opvolger van het Haring en Bierfeest)
- Zomerterras (muziek en cultuur), in 2019 en 2022 was er ook een winterse tegenhanger, Winterterras met onder meer een ijsbaan. Deze stopte echter na twee edities omdat de financiëring niet meer rond te krijgen was.[25]
- Dag zonder drempels
- Vlaardings Eenakter Festival
- Heaven Outdoor Festival Krabbeplas
- Vlaardings Filmfestival

### Dialect
Doordat Vlaardingen geen burgerlijke (handels)stad was maar een vissersplaats, heeft het zeer lang een kenmerkend, archaïsch dialect weten te houden dat herinnert aan andere oude Zuid-Hollandse dialecten als het Schevenings, het Katwijks en het Alblasserwaards. In de loop van de 20e eeuw is dat dialect verwaterd, maar sommige bijzonderheden kan men onder de autochtone Vlaardingers nog steeds aantreffen. Zo wordt de h nog vaak weggelaten.

### Trivia
- Vlaardingen kent op het gebied van eten en drinken enkele 'specialiteiten', zoals het ijzerkoekje en schelvispekel (een soort bitter).
- Marco Bosman werd op 10 april 2012 gekozen als eerste nachtburgemeester.[27] De huidige nachtburgemeester is de Leo IJdo.
- Vlaardingen kende een aantal kunstkringen: de Vlaardingse Kunstkring en VL65.

## Sport en recreatie
- Volleybal: volleybalvereniging Move4U
- Onderwaterhockey: Pukbijters[28]
- Korfbal: korfbalvereniging S.C. Twist ontstaan uit een fusie tussen: KVV/Ridderhof, Oranje-Nassau en Spirit
- Honkbal: honk- en softbalvereniging S.C. Vlaardingen Holy
- Badminton: badmintonvereniging Vijfsluizen
- Waterpolo: Zwemvereniging Vlaardingen
- Voetbal: voetbalverenigingen VFC, SV CWO, Zwaluwen, CION, SC Victoria '04, Deltasport en DVO '32
- Turnen: turnverenigingen Leonidas Dovido en Triade
- Atletiek: atletiekvereniging AV Fortuna
- Handbal: handbalvereniging SC Twist[29]
- Hockey: Vlaardingse Mixed Hockey Club "Pollux" (VMHC Pollux)
- Waterscouting: De Geuzen, Wesselgroep

- Scouting: Maurits-Viool, Allart van Heemstede, Willem de Zwijger, Wesselgroep, Marnix van Sint Aldegonde en Prinses Irene
- Tennis: T.V. Holy en VLTC
- Vliegvissen: vliegvissersvereniging Kunst en Vliegwerk
- Basketbal: Vlaardingen Captains

## Lokale omroep
Vlaardingen heeft een eigen radiozender, beheerd door Omroep Vlaardingen. Deze zender richt zich vooral op het geven van informatie uit de regio aan de Vlaardingse bevolking. Daarnaast draait de zender veel muziek, van de jaren 50 tot de hits van nu.
Tot 1 juli 2018 had de omroep ook een eigen televisiezender, Omroep Vlaardingen TV. Dit televisiekanaal bestond vooral uit de kabelkrant met lokaal nieuws. Ieder uur waren er reportages uit de stad en omgeving. De reportages werden ook gepubliceerd op het YouTube-kanaal en de website van de omroep. Met ingang van 1 juli 2018 heeft het bestuur van Omroep Vlaardingen de tv-uitzendingen beëindigd omdat de kwaliteit niet meer kon worden gewaarborgd. De provider zou niet in staat zijn het juiste signaal door te geven.

## In het nieuws
- In oktober 1970 was Vlaardingen landelijk nieuws toen een middelbare school vanwege luchtverontreiniging (smog) gesloten werd. Vlaardingen had enige tijd het imago van de vuilste stad van Nederland.
- Op 15 september 1980 vond een bizar treinongeluk plaats, toen de bestuurder van een Sprinter een rood sein negeerde en de draaispoorbrug over de Oude Haven op reed. Deze was echter nog niet geheel gesloten, waarna de Sprinter ontspoorde, kantelde en in zijn geheel als een brug over de haven kwam te liggen.
- In Vlaardingen zijn in 2002 en in 2003 tweemaal de sirenes gegaan: de eerste keer vanwege een brandend schip in de haven, de tweede maal vanwege een explosie bij de Vopak in de Botlek, die een stinkende stof over de stad blies. Daarom is Vlaardingen in 2004 aangewezen om als eerste gemeente een proef te doen met alarmering via sms.
- Vlaardingen liet zich in 2010 door de organisatie Entente Florale kiezen tot 'Groenste gemeente van Europa'. Eerder al verkreeg de stad het predicaat 'Groenste stad van Nederland'.
- De stad is ook bekend om de jaarlijkse uitreiking van de Geuzenpenning(m.u.v. 2025, de Geuzenpenning werd dat jaar in Schiedam uitgereikt vanwege het 750-jarig bestaan van deze stad).
- De geplande stadsuitbreiding op het zogeheten Eiland van Speyk kwam in 2021 in het nieuws als een voorbeeld van dilemma's die rijzen i.v.m. de verwachte stijging van de zeewaterspiegel ten gevolge van klimaatverandering. Op dit schiereiland van de Koningin Wilhelminahaven zouden circa 550 tot 600 woningen moeten worden gebouwd: moeten deze, buitendijks vlak langs de Nieuwe Maas en onder het huidige zeeniveau, nog wel worden gebouwd, terwijl waarschijnlijk is dat dit gebied in de toekomst geregeld bijna en soms zelfs helemaal onder water kan komen te staan?[31] [32]Dit kan gebeuren als er een hoge waterstand wordt verwacht in het gebied. Dit kan voorkomen als het langdurig regent. Als er hoogwater wordt verwacht, worden de Oosthavenkade ter hoogte van het Grote Visserijplein, de Koningin Wilhelminahaven Zuidzijde en een deel van de Maasboulevard afgesloten voor alle verkeer. Op deze plaatsen worden dan wegafsluitingen met een inrijverbod geplaatst. Op deze manier wordt voorkomen dat mensen gaan parkeren op de plekken die onder water kunnen lopen.[33]

## Partnersteden
- Moravská Třebová (Tsjechië)

## Varia
In 2020 meende stadsarcheoloog Tim de Ridder dat de Hoogstraat in Vlaardingen de oudste continu bewoond gebleven straat van Nederland, of in ieder geval van het vroegere graafschap Holland moest zijn. Dit concludeerde hij op grond van scherfresten uit het begin van de 7e eeuw.

## Aangrenzende gemeenten
| Aangrenzende gemeenten | Aangrenzende gemeenten | Aangrenzende gemeenten | Aangrenzende gemeenten | Aangrenzende gemeenten |
| ---------------------- | ---------------------- | ---------------------- | ---------------------- | ---------------------- |
|                        |                        | Midden-Delfland        |                        |                        |
|                        |                        |                        |                        |                        |
| Maassluis              | Schiedam               |                        |                        |                        |
|                        |                        |                        |                        |                        |
|                        |                        | Rotterdam              |                        |                        |

## Fotogalerij

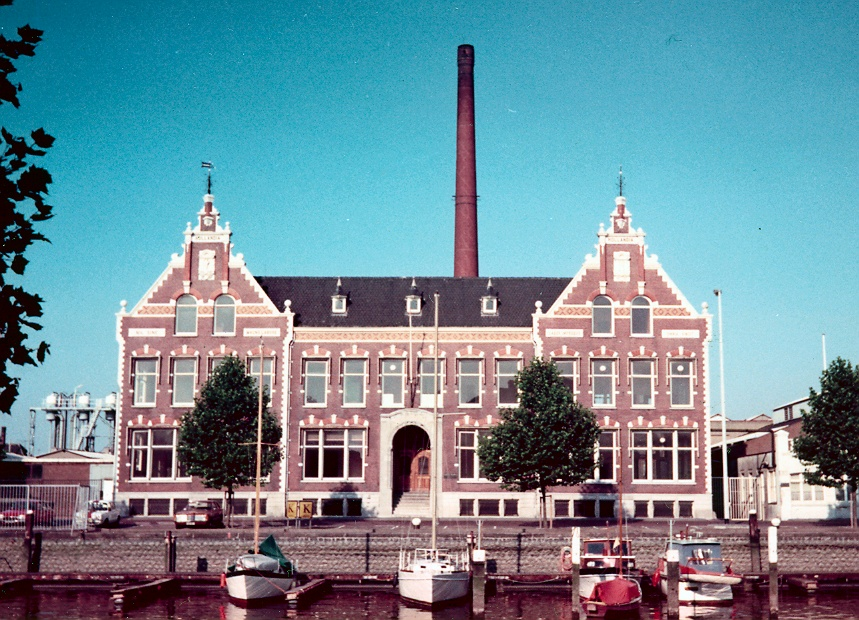
Het Hollandiagebouw, een voormalig kantoorgebouw (foto uit 1978)
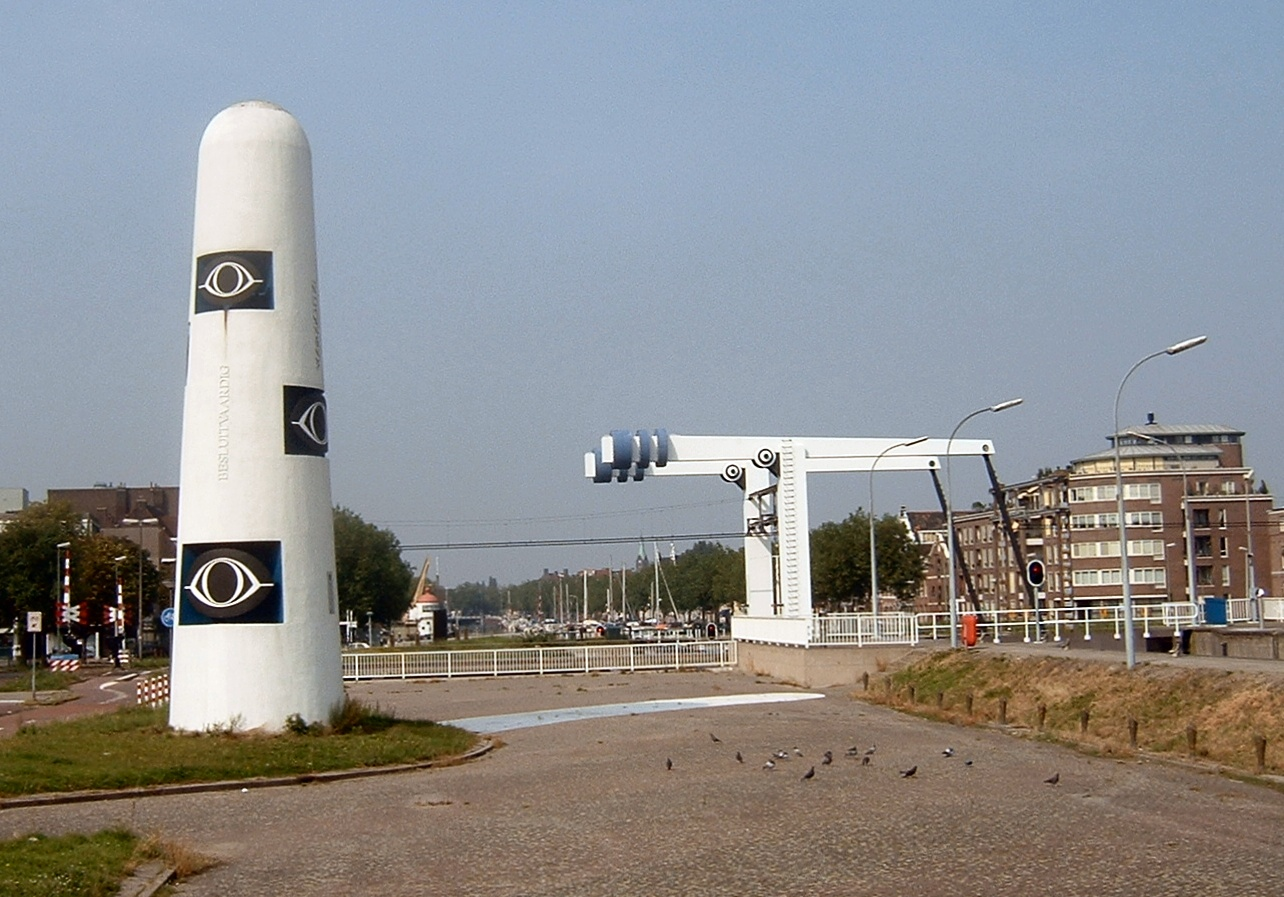
Monument dijkverhoging
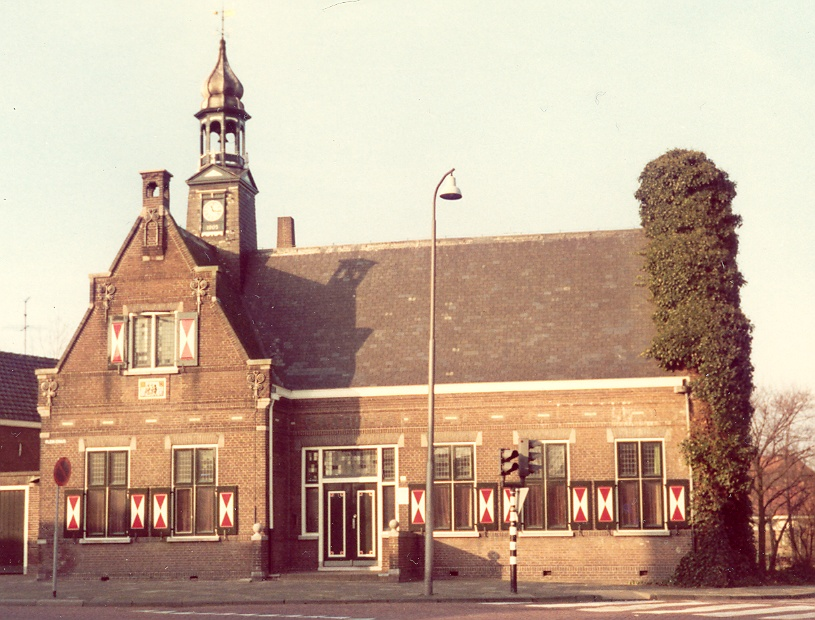
Raadhuis Vlaardinger-Ambacht (1905), tegenwoordig stadsarchief (foto gemaakt in 1978)
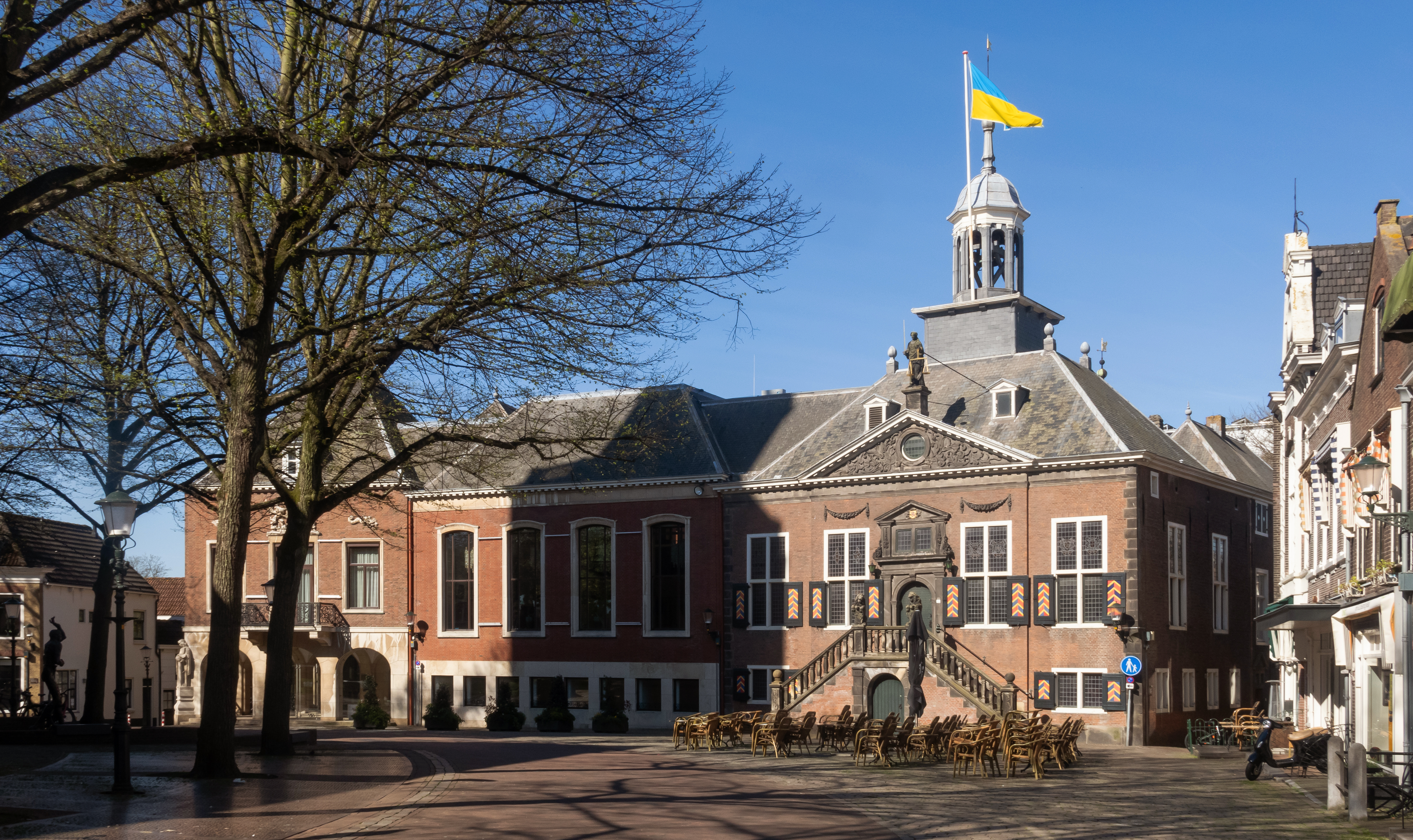
Oude stadhuis aan de Markt
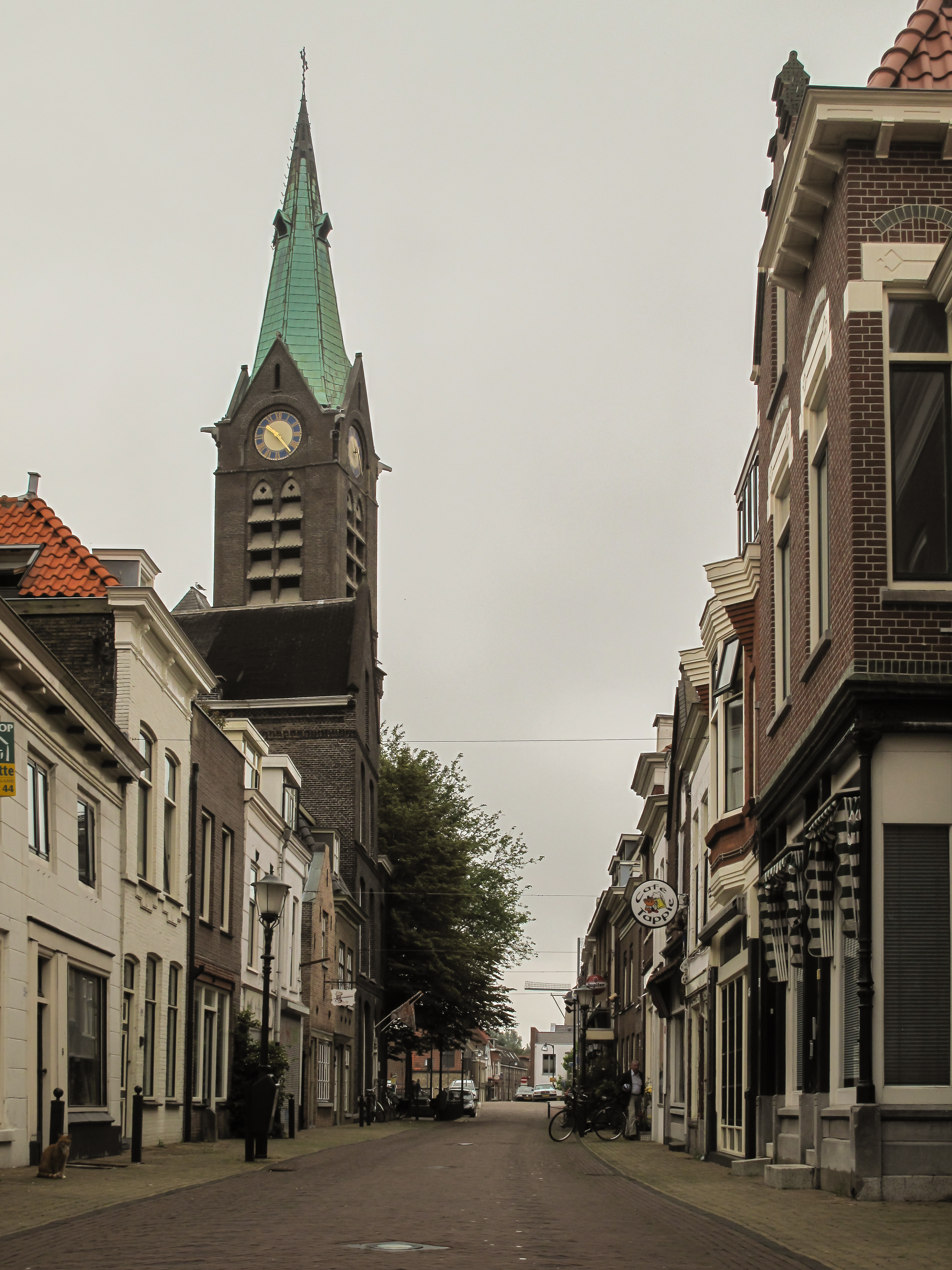
Heilige Lucaskerk in straatzicht
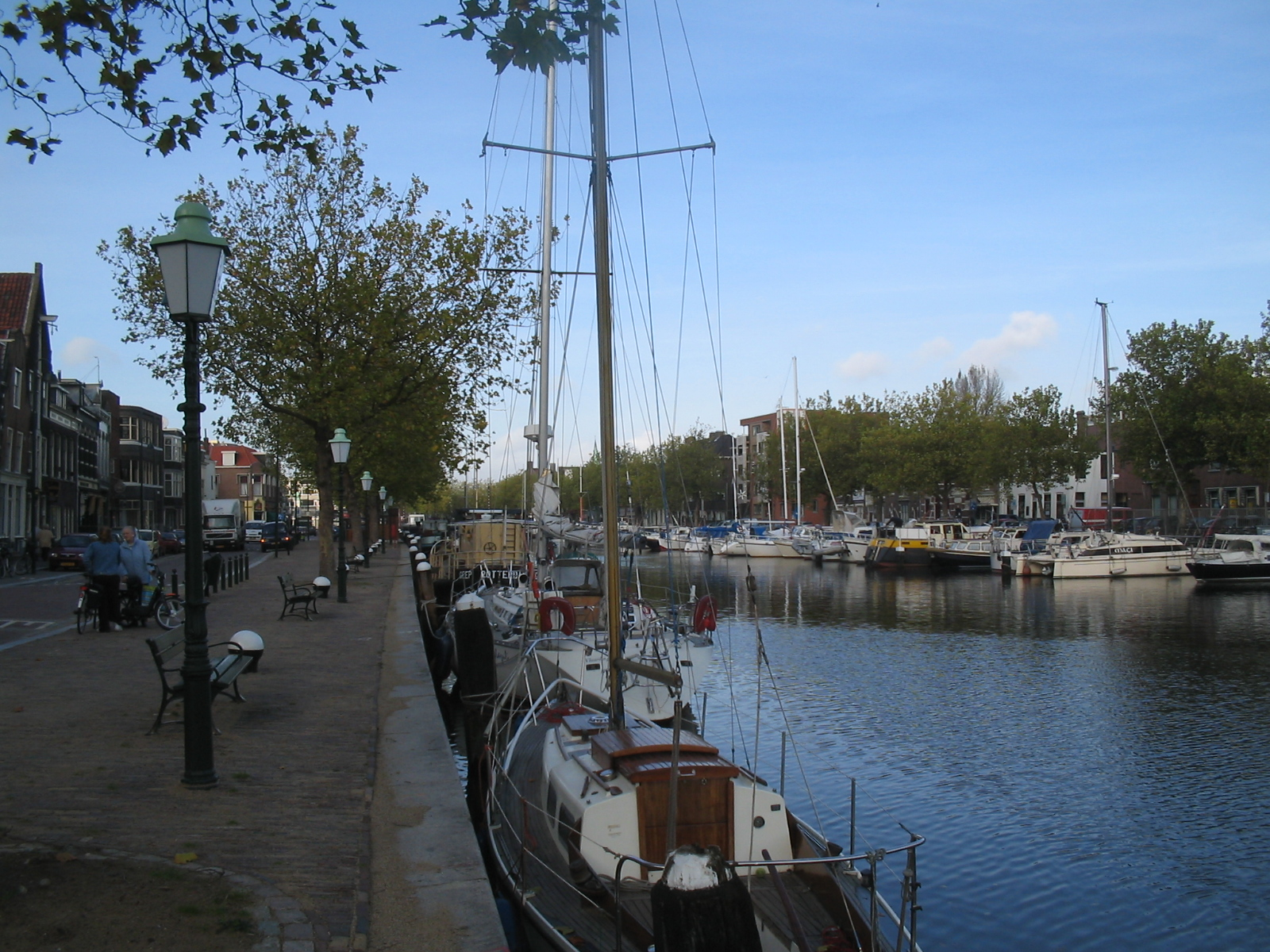
Oude Haven
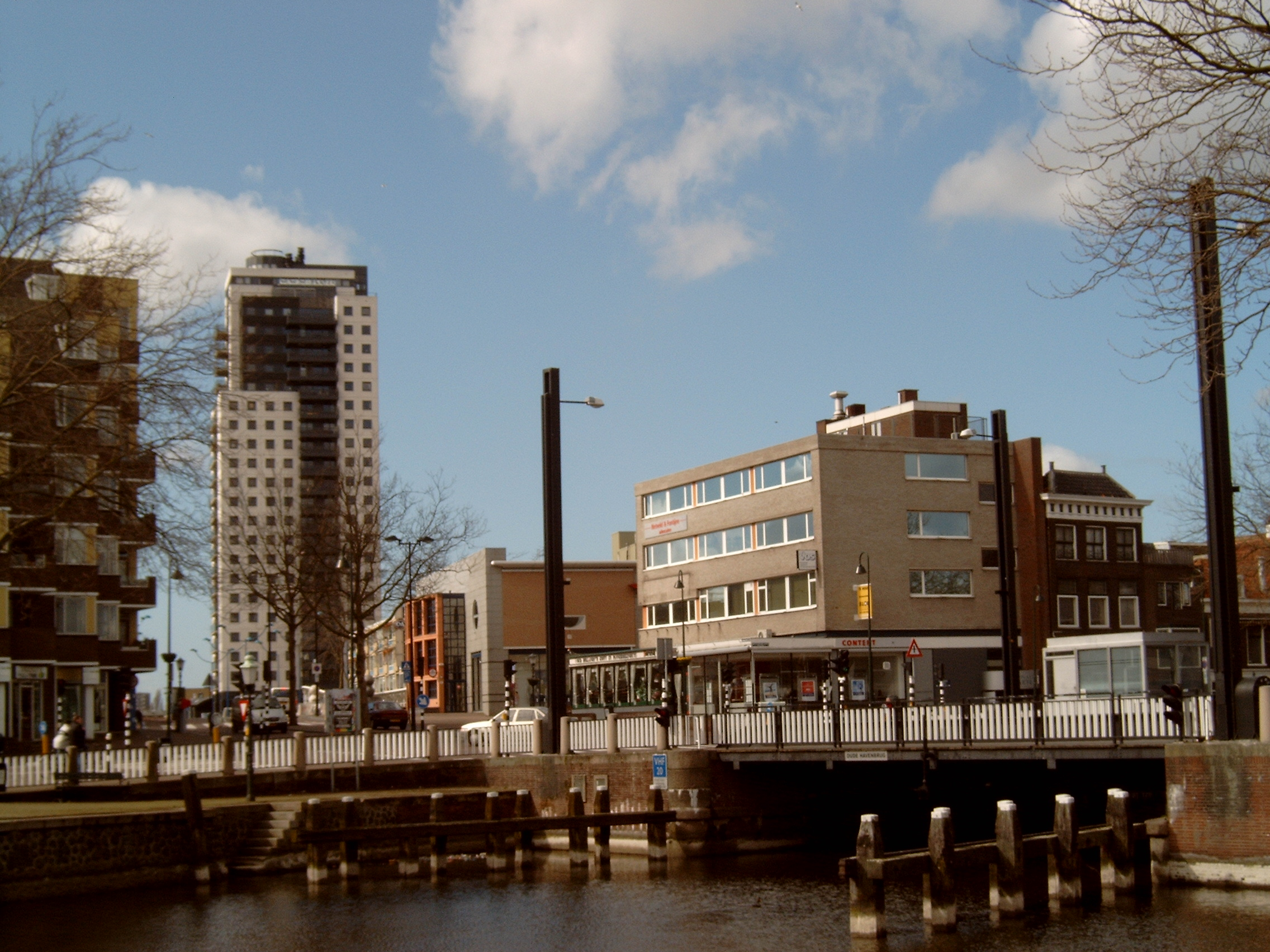
Oude Havenbrug
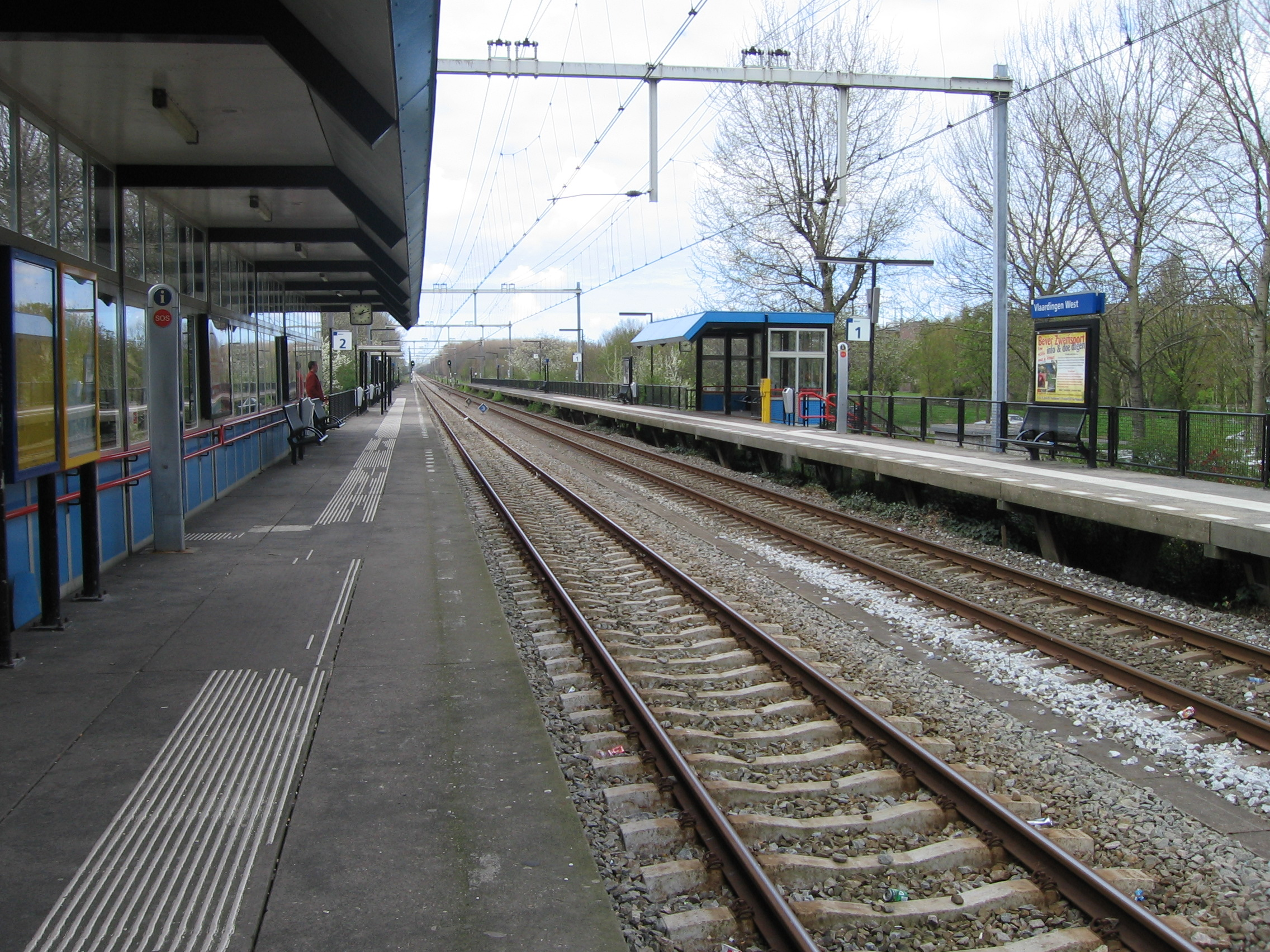
Treinstation Vlaardingen-West
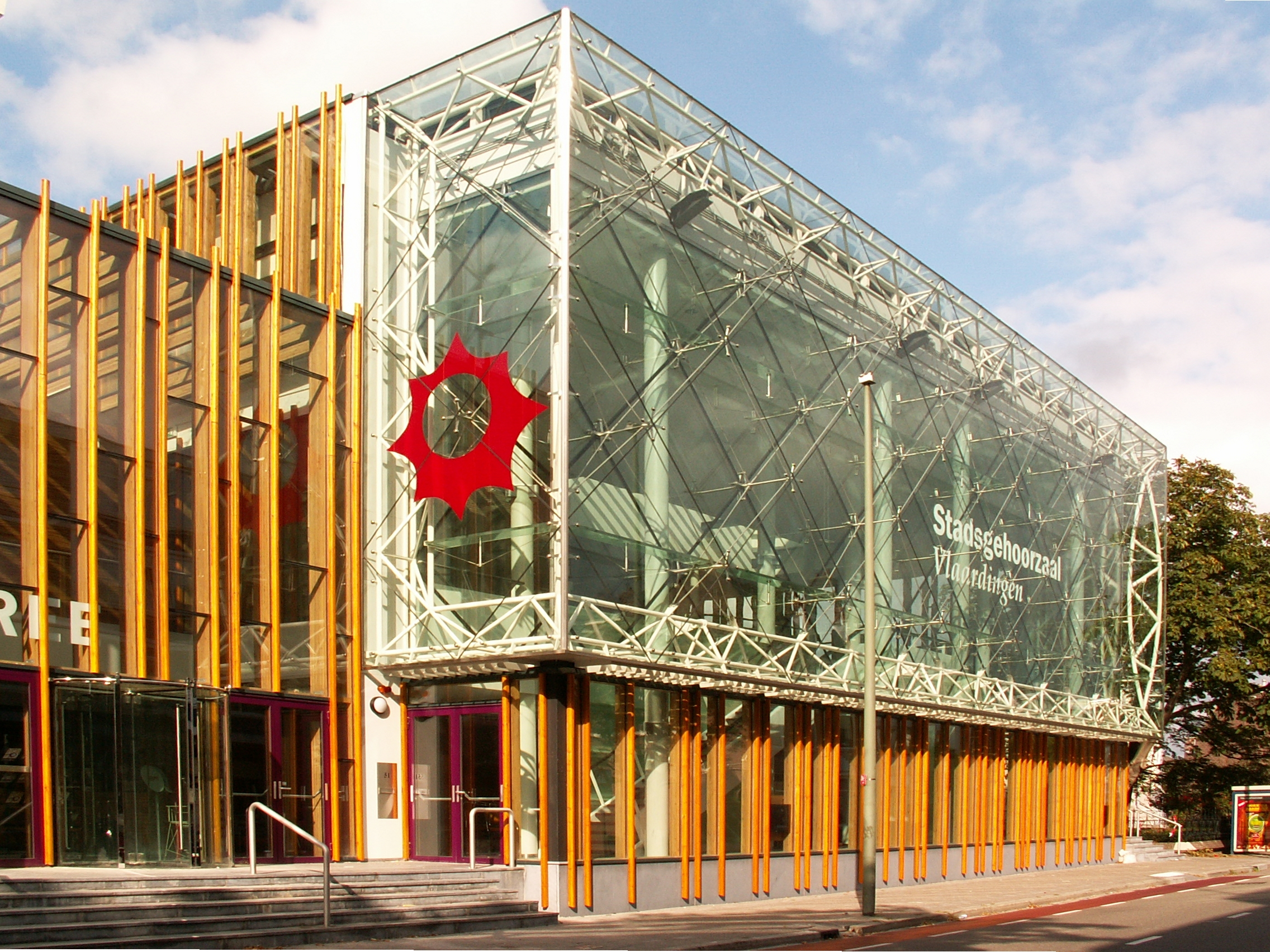
Vernieuwd theater met oude naam "Stadsgehoorzaal"
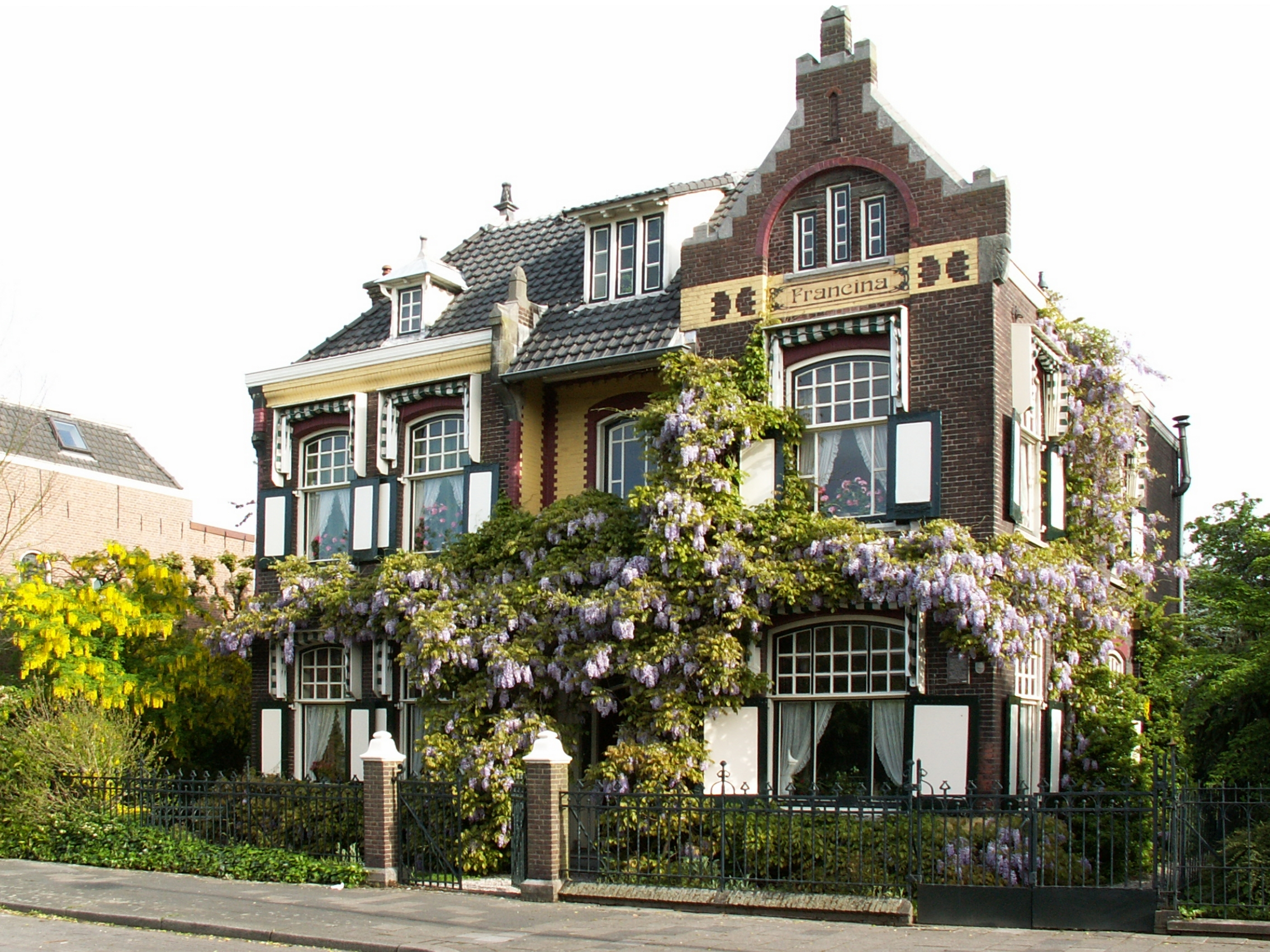
Villa Francina